# Abu Dawud
Abu Dawud Sulayman ibn al-Ashʿath al-Azdi as-Sijistani of imam Abu Dawud (Sigistan, 817 – Basra, 889) was een islamitische hadithverzamelaar van Arabische afkomst. Hij is voornamelijk bekend om zijn compilatie van de Hadith, die Soenan Abu Dawud wordt genoemd.

## Biografie
Abu Dawud werd geboren in Sigistan in het jaar 817 tijdens het kalifaat van de Abbasiden. Zijn voorvader vochtte mee in de slag van Siffin aan de zijde van kalief Ali ibn Abu Talib. Abu Dawud maakte op de leeftijd van 17 tot 18 jaar reizen naar Irak, Egypte, Syrië, Hidjaz, Khorasan, Nishapur, Merv en andere plaatsen om Hadith te verzamelen. Hij studeerde bij meer dan 40 geleerden waaronder Ahmad ibn Hanbal. Later leidde hij enkele studenten op waarvan de bekendste Tirmidhi en Al-Nasa'i zijn die ook hadithverzamelaars waren. Op verzoek van de Abbasidenkalief verbleef hij in Basra maar hij gaf de zoektocht naar Hadith niet op. Hij was vooral geïnteresseerd in de jurisprudentie en als gevolg daarvan is zijn collectie grotendeels gericht op juridische Hadith. Van de ongeveer 500.000 Hadith, koos hij 4.800 voor opname in zijn werk.
Hij stierf waarschijnlijk op 72-jarige leeftijd in Basra in de maand Sjawaal.

## Werken
Hij schreef zo'n 21 boeken in totaal. Enkele van de belangrijkste zijn:
- Soenan Abu Dawud: een collectie van Hadith
- Kitab al-Marasil: een boek met een onderzoek van zo'n 600 overleveringen
- Risalat Abu Dawud Ila Ahli Mekka: een beschrijving van zijn Soenan Abu Dawud
- Kitab al-Qadar: een boek met de weerleggingen van het qadarisme
- Akhbar al-Khawarij: een boek met de weerleggingen van het kharidjisme
- Masfil al Imam Ahmad
- Al-Nasikh wa al-mansukh
- Ijabatuhu ‘an sualati Abi Ubayd
- Kitab al-zuhd
- Tasmiyat ikhwati al-azina wa ‘anhum al-haditha
- Al-Silatun li Ahmad ibn Hanbal ‘an al-ruwat wa al-thikat wa al-duafa
- Kitab al-ba'th wa al-nuchur
- Dalail al-nubuwwa
- Al-Tafarrud fi al-Sunan
- Fadayl al-Ansar
- Musnad Malik
- Al-Dua
- Itbtida al-wahy